# Gephyrina imbecilla
Gephyrina imbecilla är en spindelart som beskrevs av Cândido Firmino de Mello-Leitão 1917. 
Gephyrina imbecilla ingår i släktet Gephyrina och familjen snabblöparspindlar. Inga underarter finns listade i Catalogue of Life.